# Buki
Buki (ili buky; stsl. buky) je naziv za drugo slovo glagoljice i stare ćirilice. 
Njime se bilježio glas /b/. U latinici njemu odgovara slovo B. Slovo se u glagoljici koristilo i za zapis broja 2.

## Porijeklo
Porijeklo simbola nije objašnjeno za zadovoljavajući način. Moguće je da se radi o slobodnoj kreaciji ili je izvedeno iz grčkog malog slova β.

## U standardu Unicode
Standard Unicode i HTML ovako predstavljaju slovo buki u glagoljici:
|                   | Unikod | Unikod                         | HTML     | HTML | izgled ovisi o pregledniku | poveznice (engl.)                |
| k. točka          | naziv  | kod                            | entitet  |      | izgled ovisi o pregledniku | poveznice (engl.)                |
| ----------------- | ------ | ------------------------------ | -------- | ---- | -------------------------- | -------------------------------- |
| veliko slovo buki | U+2C01 | GLAGOLITIC CAPITAL LETTER BUKY | &#x2C01; | nema | Ⰱ                          | detaljni podaci test preglednika |
| malo slovo buki   | U+2C31 | GLAGOLITIC SMALL LETTER BUKY   | &#x2C31; | nema | ⰱ                          | detaljni podaci test preglednika |

## Vanjske poveznice
- Definicija glagoljice u standardu Unicode (PDF) (eng.)
- Stranica R. M. Cleminsona, s koje se može instalirati font Dilyana koji sadrži glagoljicu po standardu Unicode (eng.)